# Universidad Nacional de Tierra del Fuego, Antártida e Islas del Atlántico Sur
La Universidad Nacional de Tierra del Fuego, Antártida e Islas del Atlántico Sur (UNTDF) es una universidad nacional argentina ubicada en la Provincia de Tierra del Fuego, Antártida e Islas del Atlántico Sur. La sede rectoral está localizada en la ciudad de Ushuaia en la dirección Fuegia Basket 251. Posee instalaciones en la ciudad de Ushuaia (el edificio principal está ubicado en la Av. Yrigoyen 879) y en  en la ciudad de Río Grande (Calle Throne 302).

## Historia
La Universidad Nacional de Tierra del Fuego, Antártida e Islas del Atlántico Sur fue creada mediante la Ley N.º 26.559, sancionada el 18 de noviembre de 2009 y promulgada de hecho el 16 de diciembre del mismo año. Su establecimiento se dio en el marco del proceso de expansión del sistema universitario nacional argentino, particularmente orientado a regiones estratégicas y con menor densidad institucional.
De acuerdo con lo dispuesto en la ley, la UNTDF se constituyó sobre la base de la transformación de la sede Ushuaia de la Universidad Nacional de la Patagonia San Juan Bosco, con la transferencia de su infraestructura, personal docente y no docente, y servicios educativos. El proceso estuvo acompañado por una comisión especial integrada por representantes del Ministerio de Educación de la Nación Argentina, de la universidad de origen y del equipo organizador de la nueva casa de estudios.
El primer rector organizador fue el Dr. Roberto Domecq, quien ya había ejercido este mismo rol en la Universidad Nacional de General Sarmiento. Durante su gestión, se diseñó el proyecto institucional y se formulo el estatuto que dio paso a la normalización de la universidad.
La UNTDF comenzó sus actividades académicas en 2010 y, desde sus inicios, mantuvo una fuerte vinculación con las demandas territoriales de la Provincia de Tierra del Fuego, Antártida e Islas del Atlántico Sur, orientando su oferta formativa y su desarrollo institucional hacia la investigación aplicada y el fortalecimiento regional.
En 2015, la Asamblea Universitaria eligió como primer rector normalizado al Ing. Juan José Castelucci, seguido por el Dr. Daniel Fernández en 2021. En mayo de 2025 fue electo como rector el Dr. Mariano Hermida, acompañado por el Lic. Juan Ignacio García como vicerrector, para el período 2025–2029.
La UNTDF fue concebida con el propósito de promover el desarrollo científico, educativo y cultural en la región más austral del país, considerada estratégica por su proximidad a la Antártida y su importancia geopolítica en el Atlántico Sur. Cuenta con sedes en las ciudades de Ushuaia y Río Grande, lo que le permite una cobertura integral del territorio fueguino.
Actualmente, la universidad ofrece 26 carreras de pregrado, grado y posgrado, estructuradas en institutos que abordan áreas como el desarrollo económico e innovación, la cultura y el territorio, y las ciencias polares y ambientes australes. La ley de creación también contempló un financiamiento inicial de hasta quince millones de pesos, y asignó prioridad a la construcción de infraestructura educativa en Río Grande.
La UNTDF se consolida como un actor fundamental en la expansión de la educación superior y en la generación de conocimiento en territorios de alta relevancia estratégica para la República Argentina.

## Institutos y oferta académica
La UNTDF cuenta con cuatro unidades académicas donde se organiza la oferta académica y la investigación: 
- Instituto de Desarrollo Económico e Innovación (IDEI)
- Instituto de Cultura Sociedad y Estado (ICSE)
- Instituto de Educación y Cultura (IEC)
- Instituto de Ciencias Polares, Ambiente y Recurso Naturales (ICPA)

#### Oferta académica de grado y pregrado
Las carreras de grado y pregrado de la UNTDF, incluyendo los Ciclos de Complementación Curricular (CCC):
| Instituto                                                           | Carreras de pregrado y grado |
| ------------------------------------------------------------------- | --- |
| Instituto de Desarrollo Económico e Innovación (IDEI)               | - Contador Público - Licenciatura en Economía - Licenciatura en Gestión Empresarial - Ingeniería Industrial - Técnico Universitario Contable - Licenciatura en Turismo - Técnico en Turismo - Licenciatura en Sistemas - Analista Universitario en Sistemas - Licenciatura en Administración Pública (CCC) |
| Instituto de Cultura, Sociedad y Estado (ICSE)                      | - Licenciatura en Ciencia Política - Licenciatura en Sociología - Licenciatura en Medios Audiovisuales - Licenciatura en Seguridad Pública (CCC) |
| Instituto de Ciencias Polares, Ambiente y Recursos Naturales (ICPA) | - Licenciatura en Biología - Licenciatura en Geología - Licenciatura en Ciencias Ambientales - Ingeniería en Agroecología |
| Instituto de Educación y Conocimiento (IEC)                         | - Licenciatura en Gestión Educativa (CCC) - Licenciatura en Educación Primaria (CCC) |

#### Oferta académica de posgrado
| Instituto / Área                                      | Carreras de Posgrado |
| ----------------------------------------------------- | --- |
| Instituto de Desarrollo Económico e Innovación (IDEI) | - Maestría en Políticas Públicas para el Desarrollo Territorial - Doctorado Interinstitucional en Ciencias Económicas |
| Instituto de Educación y Conocimiento (IEC)           | - Especialización en la Enseñanza de la Biología - Especialización en la Enseñanza de la Lengua y la Literatura - Especialización en la Enseñanza de la Matemática - Doctorado en Estudios Contemporáneos en Educación (Interinstitucional) |

Además cuenta con una Maestría en Estudios Antárticos ofrecida en conjunto por los cuatro institutos de la universidad. Es una carrera de posgrado pionera en el país, orientada a la formación interdisciplinaria en torno a la región antártica. Creada por Resolución (CS) N.º 145/2017 y reconocida oficialmente por el Ministerio de Educación mediante Resolución N.º 302/2020, esta maestría busca abordar los desafíos científicos, geopolíticos, ambientales y culturales vinculados al continente blanco. Su propuesta académica integra saberes de las ciencias sociales, naturales y jurídicas, y está dirigida a profesionales de diversas disciplinas interesados en la Antártida como espacio estratégico y de cooperación internacional. La carrera se dicta en modalidad presencial en Ushuaia, con una duración estimada de dos años, e incluye prácticas profesionales y un trabajo final integrador. Fue declarada de interés provincial por la Legislatura de Tierra del Fuego en 2020.